# Greatest Hits (Bruce Springsteen)
Greatest Hits je prva kompilacija Brucea Springsteena, objavljena 27. veljače 1995. u izdanju Columbia Recordsa. To je kolekcija nekih Springsteenovih hit singlova i popularnih pjesama te četiri bonus broja na kraju, uglavnom snimljena s E Street Bandom 1995. Potonji čine Springsteenovo prvo (makar djelomično) izdanje sa svojim originalnim pratećim sastavom od kraja osamdesetih. Neke su pjesme u kraćim verzijama nego na originalnim albumima.
Ubacivanje "novih" pjesama prikazano je 1996. u dokumentarcu Blood Brothers. "Murder Incorporated" i "This Hard Land" su zapravo neiskorištene pjesme iz 1982. sa snimanja albuma Born in the U.S.A., dok je potonja ponovno snimljena više od deset godina kasnije, a obje su kasnije postale Springsteenovi koncertni standardi. S druge strane, "Blood Brothers" je svirana samo kao završna pjesma Reunion Toura (1999. – 2000.) i Rising Toura (2002. – 2003.), oba puta s nadodanim stihom. "Secret Garden" je postala poznata nakon uvrštavanja na soundtrack za film Jerry Maguire. Alternativne verzije nekoliko ovih novih pjesama objavljene su 1996. na EP-u Blood Btohers.
Kompilacija je postigla komercijalni uspjeh zauzevši vrh američke i britanske ljestvice.

## Popis pjesama
Tekstovi i glazba: Bruce Springsteen. 
| 1.    | »Born to Run«             | Born to Run                  | 4:30 |
| 2.    | »Thunder Road«            | Born to Run                  | 4:48 |
| 3.    | »Badlands«                | Darkness on the Edge of Town | 4:03 |
| 4.    | »The River«               | The River                    | 5:00 |
| 5.    | »Hungry Heart«            | The River                    | 3:20 |
| 6.    | »Atlantic City«           | Nebraska                     | 3:56 |
| 7.    | »Dancing in the Dark«     | Born in the U.S.A.           | 4:03 |
| 8.    | »Born in the U.S.A.«      | Born in the U.S.A.           | 4:41 |
| 9.    | »My Hometown«             | Born in the U.S.A.           | 4:12 |
| 10.   | »Glory Days«              | Born in the U.S.A.           | 3:49 |
| 11.   | »Brilliant Disguise«      | Tunnel of Love               | 4:15 |
| 12.   | »Human Touch«             | Human Touch                  | 5:10 |
| 13.   | »Better Days«             | Lucky Town                   | 3:44 |
| 14.   | »Streets of Philadelphia« |                              | 3:16 |
| 15.   | »Secret Garden«           |                              | 4:27 |
| 16.   | »Murder Incorporated«     |                              | 3:57 |
| 17.   | »Blood Brothers«          |                              | 4:34 |
| 18.   | »This Hard Land«          |                              | 4:50 |
| 76:35 |                           |                              |      |

## Popis izvođača

### E Street Band
- Roy Bittan – klavir, sintesajzer, električne klavijature
- Clarence Clemons – saksofon, perkusije
- Danny Federici – orgulje, električne klavijature
- Bruce Springsteen – gitara, vokali, harmonika
- Garry Tallent – bas
- Max Weinberg – bubnjevi
- Steven Van Zandt – gitara na "Murder Incorporated", mandolina na "This Hard Land"
- Nils Lofgren - gitara
- Patti Scialfa - prateći vokali
- Prateći vokali na "Murder Incorporated" : svi

### Ostali izvođači
- Frank Pagano - perkusije na "Blood Brothers" i "This Hard Land"

### Produkcija
- Producenti: Bruce Springsteen, Jon Landau i Chuck Plotkin; Steven Van Zandt na "Murder Incorporated"
- Snimatelj: Toby Scott
- Mikser: Bob Clearmountain
- Mastering: Bob Ludwig
- Pomoćni tehničari: Carl Glandville, Pete Keppler, Ryan Freeland, Jay Militscher i Tony Duino-Black
- Montaža: Brian Lee